# 1 d'octubre
L'1 d'octubre o 1r d'octubre és el dos-cents setanta-quatrè dia de l'any del calendari gregorià i el dos-cents setanta-cinquè en els anys de traspàs. Queden 91 dies per finalitzar l'any.

## Esdeveniments
Països Catalans
- 1552: Un estol de corsaris otomans ataquen la vila de Valldemossa, a Mallorca, i capturen un gran nombre de valldemossins, però són derrotats per una colla d'homes, capitanejats per Ramon Gual.
- 1792: apareix el primer exemplar del Diari de Barcelona, un dels primers rotatius d'Europa. La seva publicació es mantindrà fins a la dècada de 1990.
- 1839, Figueres: s'inaugura el Col·legi d'Humanitats (actual IES Ramon Muntaner), primer institut públic i laic d'Espanya.
- 1922, Barcelona: comença a publicar-se el diari La Publicitat, que seria el principal òrgan del catalanisme.[2]
- 2017, Catalunya: se celebra el Referèndum sobre la independència de Catalunya amb més de 2 milions de votants i amb utilització de violència per part del Cos Nacional de Policia i de la Guàrdia Civil.

Resta del món
- 331 aC: Batalla de Gaugamela Alexandre el Gran venç Darios III de Pèrsia.[3]
- 366: Damas I esdevé Papa.
- 959: Edgard el Pacífic esdevé Rei d'Anglaterra.[4]
- 1748: l'Havana, Cuba: Els britànics guanyaren la batalla de l'Havana contra la flota espanyola que succeí poc després de la Guerra de l'orella de Jenkins.
- 1787: L'Imperi Rus derrota l'Imperi Otomà en la batalla de Kinburn.
- 1791: S'estableix l'Assemblea Legislativa Francesa.
- 1800: Amb el Tractat de Sant Ildefons Espanya cedeix el domini de la Louisiana a França.
- 1813, Vilcapugio, Departament d'Oruro, Bolívia: l'exèrcit reialista venç a l'Exèrcit del Nord en la Batalla de Vilcapugio duran la segona expedició auxiliadora a l'Alt Perú de la guerra de la Independència Argentina.
- 1814: Viena, Imperi d'Àustria: Les potències guanyadores de les guerres napoleòniques es reuneixen al Congrés de Viena per a decidir el futur d'Europa.[5]
- 1823: Ferran VII d'Espanya restableix la Inquisició.
- 1829: Es funda el South African College a Ciutat del Cap.
- 1838: Maella, Baix Aragó-Casp, Província de Saragossa: el cabdill liberal Ramón Pardiñas mor juntament amb 500 militars liberals més a l'Acció de Maella en la qual els carlins també prenen 3.000 presoners a la Primera Guerra Carlina.
- 1843: Es funda el periòdic News of the World.
- 1856: Es publica el primer fascicle de Madame Bovary, de Gustave Flaubert, a La Revue de Paris.[6]
- 1869: Viena: els correus d'Àustria publiquen les primeres targetes postals (Correspondez-Karte), de 12 x 8,5 cm, amb una tarifa inferior a la de la carta.
- 1880: Thomas Edison obre la primera fàbrica de bombetes.[7]
- 1889: Fundació de la ciutat japonesa de Nagoya.
- 1890: El Congrés dels Estats Units estableix el Parc Nacional de Yosemite.
- 1891: S'inaugura la Universitat Stanford.[8]
- 1901, Madrid: s'hi constitueix la Societat General d'Autors.
- 1903; Es juga el primer partit de les Sèries Mundials de beisbol entre els Boston Red Sox i els Pittsburgh Pirates.
- 1908: Ford Motor Company llança al mercat el model T.
- 1931: La Segona República Espanyola reconeix el dret de vot a les dones.[9]
- 1937: Es funda la ciutat japonesa de Handa.
- 1938: Alemanya inicia l'annexió dels Sudets (esdeveniment anomenat Crisi dels Sudets).
- 1977: La Societat Nord-americana de Vegetarians estableix l'1 d'octubre com a Dia Mundial del Vegetarianisme.[10]
- 1978: Es funda el Partit Comunista Revolucionari Voltaic.
- 1979: Els Estats Units retornen la sobirania del Canal de Panamà a Panamà.

- 1982:

- - inauguració d'Epcot.

- - El democristià Helmut Kohl succeeix al socialdemòcrata Helmut Schmidt a l'República Federal d'Alemanya.
- 1984: Plaça de Tian'anmen, Pequín: El president xinès Den Xiaoping demana la reunificació pacífica amb Taiwan en el 35è aniversari del país.[11]
- 1988: Mikhaïl Gorbatxov és escollit cap de l'estat soviètic per unanimitat.
- 1991: comença el Setge de Dubrovnik.
- 1994: Palau assoleix la independència.
- 1994: Cambridge (Massachusetts) , EUA: es funda el World Wide Web Consortium.

## Naixements
Països Catalans
- 1756 - Barcelona: Francesc Santponç i Roca, metge i inventor català (m. 1821).[12]
- 1884 - El Port de la Selva: Mercè Rubiés Monjonell, mestra i escriptora catalana (m. 1971).[13]
- 1909 - Barcelona: Miquel Batllori i Munné, historiador i jesuïta català (m. 2003).
- 1912 - Palma: Aurora Picornell Femenies, dirigent comunista mallorquina, assassinada pels franquistes en 1937.[14]
- 1936 - Caldes d'Estrac: Magda Bolumar Chertó, artista plàstica catalana, vinculada a les avantguardes artístiques del segle xx.[15]
- 1939 - Perpinyàː Arlette Franco, política nord-catalana (m. 2010).[16]
- 1950 - Barcelona: Mila Segarra i Neira, filòloga catalana.[17]
- 1964 - Barcelona: Jordi Sànchez i Picanyol, polític català.
- 1966 - Barcelona: Nina, cantant i actriu catalana.[18]
- 1974 - Maó: María Teresa Pulido Fernández, atleta menorquina, campiona d'Espanya de Marató.[19]
- 1984 - Granollers, Vallès Oriental: Laura Pous i Tió, tennista professional catalana.[20]

Resta del món
- 208, Arca Caesarea, Judea: Alexandre Sever, emperador romà.
- 1207, Winchester, Anglaterra: Enric III d'Anglaterra, rei d'Anglaterra (m. 1272).[21]
- 1507, Vignola: Jacopo Vignola, arquitecte italià.
- 1541, Càndia, Creta: Doménikos Theotokópulos, El Greco, pintor, escultor i arquitecte d'origen grec, de final del Renaixement.
- 1685, Viena, Sacre Imperi: Carles VI del Sacre Imperi Romanogermànic, emperador i rei d'Aragó amb el nom de Carles III.
- 1788, Bermudes: Mary Prince, esclava, abolicionista i autobiògrafa britànica.[22]
- 1847, Clapham, Londres: Annie Besant, periodista i investigadora anglesa.(m. 1933)[23]
- 1849, Estocolm, Suècia: Anne Charlotte Leffler, escriptora sueca.[24]
- 1859 - Columbia, Carolina del Nord: Clarissa Minnie Thompson Allen, educadora i escriptora afroamericana estatunidenca.[25]
- 1861, Zemgale, Letònia: Anna Brigadere, escriptora letona (m. 1933).[26]
- 1865, París, França: Paul Dukas, compositor francès (m. 1935).[27]
- 1889, Los Angeles, Califòrnia: Minta Durfee, actriu estatunidenca (m. 1975).[28]
- 1893, Chemnitz (Alemanya): Marianne Brandt, pintora, escultora, fotògrafa i dissenyadora, pionera del disseny modern (m. 1983).[29]
- 1903, Kíiv, Imperi Rus: Vladimir Horowitz, pianista clàssic, considerat un dels pianistes més distingits de la història (m. 1989).[30]
- 1912, Manchester, Anglaterra: Kathleen Ollerenshaw, matemàtica i política britànica (m. 2014).[31]
- 1920, Nova York, EUA: Walter Matthau, actor estatunidenc (m. 2000).[32]
- 1924, Plains (Geòrgia), EUA: Jimmy Carter, 39è president dels Estats Units[33] (m. 2024).
- 1928, Jonischkis, Lituània: Laurence Harvey, actor, director, productor i guionista britànic
- 1930, Limerick, Irlanda: Richard Harris, actor irlandès (m. 2002).[34]
- 1934, Santander, Espanya: Emilio Botín, banquer, propietari i president del Banco Santanter.
- 1935
  - Walton-on-Thames, Anglaterra: Julie Andrews, actriu de cinema i teatre.[35]
  - Tòquio, Japó: Eiko Kadono, escriptora japonesa.[36]
- 1937, Londres: Matthew Carter, tipògraf anglès.
- 1938, Sydney, Austràlia: Lorraine Crapp, nedadora australiana especialista en crol, guanyadora de quatre medalles olímpiques.[37]
- 1945:
  - Tolosa, França: Robert Marconis, geògraf francès.
  - Amman, Jordània: Mona Saudi, escultora, editora i activista d'art
- 1947, Haifa, Mandat britànic de Palestina: Aaron Ciechanover, biòleg israelià, Premi Nobel de Química de l'any 2004.
- 1953, Oslo, Noruega: Grete Waitz, atleta noruega especialista en marató, cross -5 vegades campiona del món- i cursa de fons (m. 2011).[38]
- 1956, Eastbourne, Anglaterra: Theresa May, política britànica, membre del Partit Conservador, fou primera ministra del Regne Unit.[39]
- 1957 - Budapest, República Popular d'Hongria: Éva Tardos, informàtica teòrica hongaresa, guanyadora del Premi Fulkerson en 1988.[40]
- 1959, Krasnoiarsk, Unió Soviètica: Galina Ieniúkhina, ciclista russa, especialista en pista.[41]
- 1973, Thar Es-Souk, Marroc: Yasmine Lafitte, actriu porno marroquina.[42]
- 1981, Prefectura de Chiba, Japó: Satoshi Otomo, futbolista internacional amb la selecció de les Filipines.[43]
- 1985, Bokoji, Etiòpia: Tirunesh Dibaba, atleta etíop, especialista en curses de llarga distància, guanyadora de tres medalles olímpiques.[44]
- 1989, Sacramento, Califòrnia: Brie Larson, actriu, cantautora, directora i guionista estatunidenca.[45]
- 1990,
  - Istanbul, Turquia: Hazal Kaya, actriu turca.[46]
  - Bendigo, Victòria, Austràlia: Chloe Hosking, ciclista australiana professional.[47]

## Necrològiques
Països Catalans
- 1572 - Roma: Francesc de Borja, duc de Gandia (1542-1543), baró i primer marquès de Llombai, lloctinent de Catalunya (1539-1543).
- 1847 - Madrid: Rafael Esteve i Vilella, gravador valencià.
- 1877 - La Garriga: Isabel de Villamartín i Thomas, poeta i dramaturga catalana de la Renaixença (n.1837).[48]
- 1958 - Cassà de la Selva, Gironès: Pere Arpa i Torremilans, fiscornaire, i un dels fundadors de la cobla Selvatana (n. 1889).
- 1961 - Barcelona: Rosa Sensat i Vilà, mestra i pedagoga catalana (n. 1873).[49]
- 1968 - Figueres (Alt Empordà): Carles Fages de Climent, poeta, dramaturg, crític literari i d'art (n. 1902).
- 2018 - Montserrat (Bages): Alexandre Olivar i Daydí, religiós patròleg i liturgista català, acadèmic de l'Acadèmia de Bones Lletres de Barcelona.
- 2019 - Barcelona: Carles Guinovart i Rubiella, compositor català (n. 1941).
- 2022 - Barcelona: Àngel Casas i Mas, periodista, crític musical i presentador de televisió català (n. 1946).[50]

Resta del món
- 1404 - Roma, Estats Pontificis: Bonifaci IX, Papa (n. 1350).[51]
- 1578 - Namur, Comtat de Namur: Joan d'Àustria, militar castellà i comandant de la batalla de Lepant (1571).
- 1602 - Valladolid: Hernando de Cabezón, organista i compositor del Renaixement.
- 1697 - París: Claudine Bouzonnet-Stella, gravadora, dibuixant i pintora francesa (m. 1697).[52]
- 1914 - Kristiania: Kitty Lange Kielland, pintora paisatgista noruega (n. 1843).[53]
- 1918 - Brussel·les: Erasme Raway, sacerdot i compositor belga.
- 1944 - Tunis: Abd al-Aziz al-Thaalibi, polític tunisià
- 1992 - Günzburg, Baviera: Petra Kelly, política i activista alemanya i fundadora de l'Partit Verd alemany.[54]
- 1994 - París, França: André Lwoff, metge francès i Premi Nobel de Medicina el 1965 (n. 1902).[55]
- 2012 - Londres, Regne Unit: Eric Hobsbawm, historiador marxista britànic.
- 2018 - Moriés, França: Charles Aznavour, cantant, compositor i actor francès.[56]

## Festes i commemoracions
- Dia internacional de la música: El dia internacional de la música es va crear el 1975 a proposta de Yehudi Menuhin, president del International Music Council (IMC), un organisme de la UNESCO.
- Dia internacional de la gent gran
- Santoral: sants Virila, abat; Romà el Melode, monjo; Remigi de Reims, bisbe; Bavó de Gant, monjo; Teresa de Lisieux, verge; beat Juan de Palafox, bisbe; venerable Lluís d'Amigó i Ferrer, caputxí, bisbe de Solsona i Sogorb i fundador de les Germanes Terciàries Caputxines de la Sagrada Família i els Terciaris Caputxins de la Mare de Déu dels Dolors.